# 中华人民共和国国庆节
中华人民共和国国庆节，在中国境内简称作国庆节、国庆，是为纪念中华人民共和国成立而设立的节日，庆祝日期被定为每年的10月1日。1949年10月1日，中华人民共和国開國大典在北京天安門廣場舉行，中華人民共和國中央人民政府正式成立。该节日在中國內地及香港、澳門是法定假日或公眾假期，法定的国庆假日在中国大陆为10月1日至10月3日共3天，但根据当年国庆节是星期几进行调休。一般会通过将其他周的周末休息调整到3天法定假的前后，来和该周的周末相连，从而形成7天的小长假。如遇中秋节等其他法定节假日则用连休8天假；在香港，法定假日在1997年和1998年时曾为2天，后改为1天；在澳门为2天。
1949年10月9日，中国人民政治协商会议第一届全国委员会第一次会议在中南海勤政殿举行，全国政协委员马叙伦因病委托委员许广平向会议提出“请政府明定10月1日为中华人民共和国国庆日，以代替10月10日的旧国庆日”的建议案，会议决定送请中央人民政府采择施行。
国庆节期间會举行各种紀念活动，纪念中华人民共和国革命先烈。自2008年起，每逢国庆节，党和国家领导人都会向位于天安门广场的人民英雄纪念碑敬献花篮。世界多地華僑社區，也會舉辦慶典、巡遊或升旗儀式等活動慶祝。

## 历史沿革与庆祝活动
中華人民共和國開國大典是指1949年10月1日在北京（前稱北平）為中華人民共和國中央人民政府成立而舉行的儀式，標誌着中華人民共和國的建立。开国大典后，教育部部长、民进中央主席马叙伦认为，应该废除中華民國时期建立“双十”国庆节。他起草了一份名为《建议十月一日为国庆日》的建议案，准备向即将召开的中国人民政治协商会议第一届全国委员会第一次会议提出。
1949年10月9日，会议在中南海勤政殿举行，马叙伦因病由许广平转达建议案。中央人民政府秘书长林伯渠发言附议，中国共产党中央委员会主席毛泽东也表态支持。最终，会议一致通过建议案，并作出《请政府明定十月一日为中华人民共和国国庆日，以代替十月十日的旧国庆日》的决议，送请中央人民政府采纳施行。
1949年12月2日，中央人民政府委员会第四次会议通过《关于中华人民共和国国庆日的决议》，宣告：
自一九五〇年起，即以每年的十月一日，即中华人民共和国宣告成立的日子，为中华人民共和国的国庆日。
1949年12月23日，中央人民政府政务院第十二次政务会议通过《全国年节及纪念日放假办法》，规定国庆纪念日为全体人民的节日，每年10月1日、10月2日放假两天。至此，国庆节被确立为法定节假日。1950年10月1日，中华人民共和国第一届国庆节庆祝大会在天安门广场举行。之后，每年会有不同规模的纪念活动，特别是包括阅兵式在内的“首都各界庆祝中华人民共和国成立周年大会”。其中影响较大且最具代表意义的是开国大典、建国5周年、10周年、35周年和50周年、60周年、70周年的大阅兵。
从1949年开国大典至今，共举行了16次国庆庆典和15次国庆阅兵，其中1949年至1959年共举行了11次国庆阅兵。1960年9月，中共中央、国务院实行“厉行节约、勤俭建国”方针，改革国庆典礼制度，实行「五年一小庆、十年一大庆，逢大庆举行阅兵」。1964年国防部颁布的军队列条令中，第一次列出阅兵条款。随后，由于“文化大革命”及其他原因，连续24年没有举行国庆阅兵。1984年，根据中共中央军委主席邓小平的提议，中共中央决定恢复阅兵，并于1984年国庆35周年时举行大型的国庆阅兵式。1989年由于发生“六四事件”，庆祝建国40周年大会没有举行阅兵式。1999年，中共中央决定举行建国50周年阅兵，于1999年10月1日在天安门广场举行大型阅兵式。2009年国庆节举行建国60周年大阅兵。2019年国庆节北京举行了盛大的庆祝中华人民共和国成立70周年活动。
除重要周年所举办的“首都各界庆祝中华人民共和国成立周年大会”（国庆庆典）外，在平常年份时一般会由中华人民共和国国务院举行国庆招待会以庆祝国庆日。

## 法定公眾假期

### 大陆
1999年之后的中华人民共和国国庆节是“黃金週”假期。国庆的法定休假时间为3天，再将前后两个周末调整为一起休假共计7天。又稱為黃金周假期。

### 港澳
澳門特別行政區為2天，香港特別行政區為1天。

### 境外機構及企業
海外機構及企業有3天至7天的休假規定。

## 歷年庆祝图集

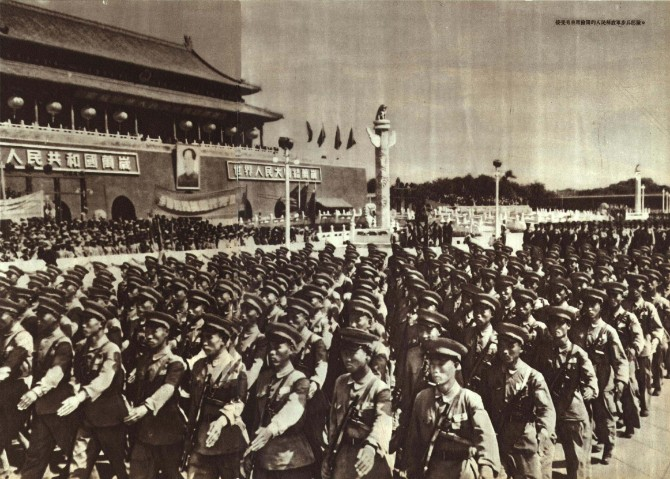
1950年的国庆节閱兵
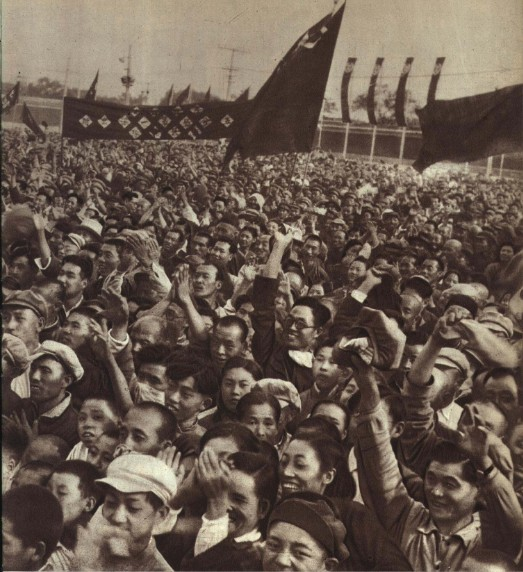
1950年的国庆节群众
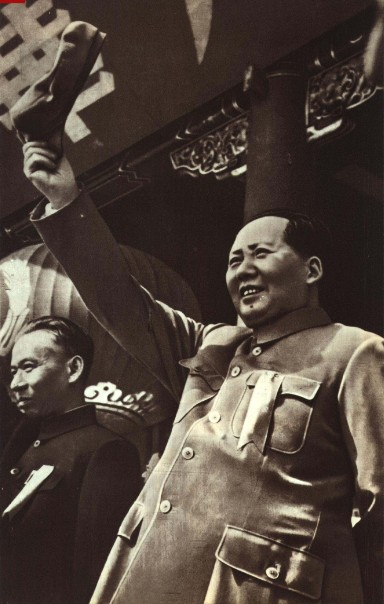
1950年国庆节毛泽东和刘少奇向群众示意
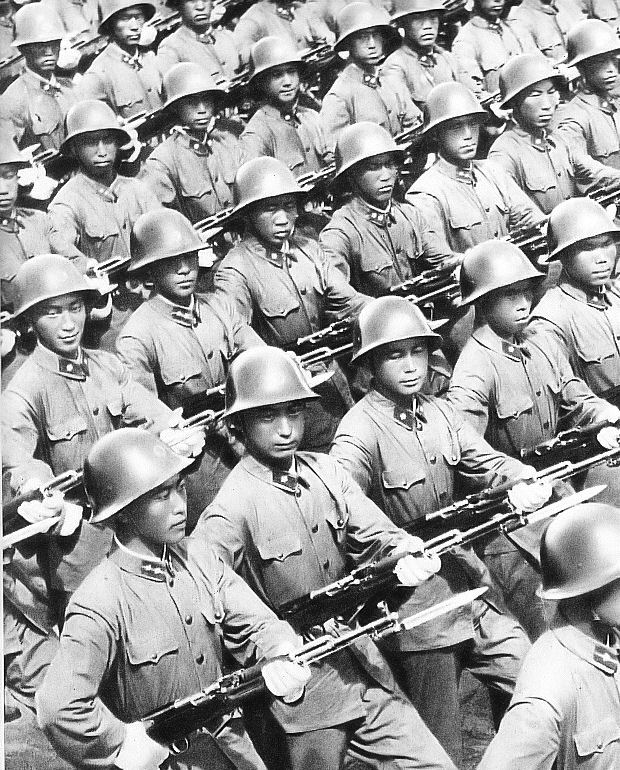
1959年國慶節閱兵
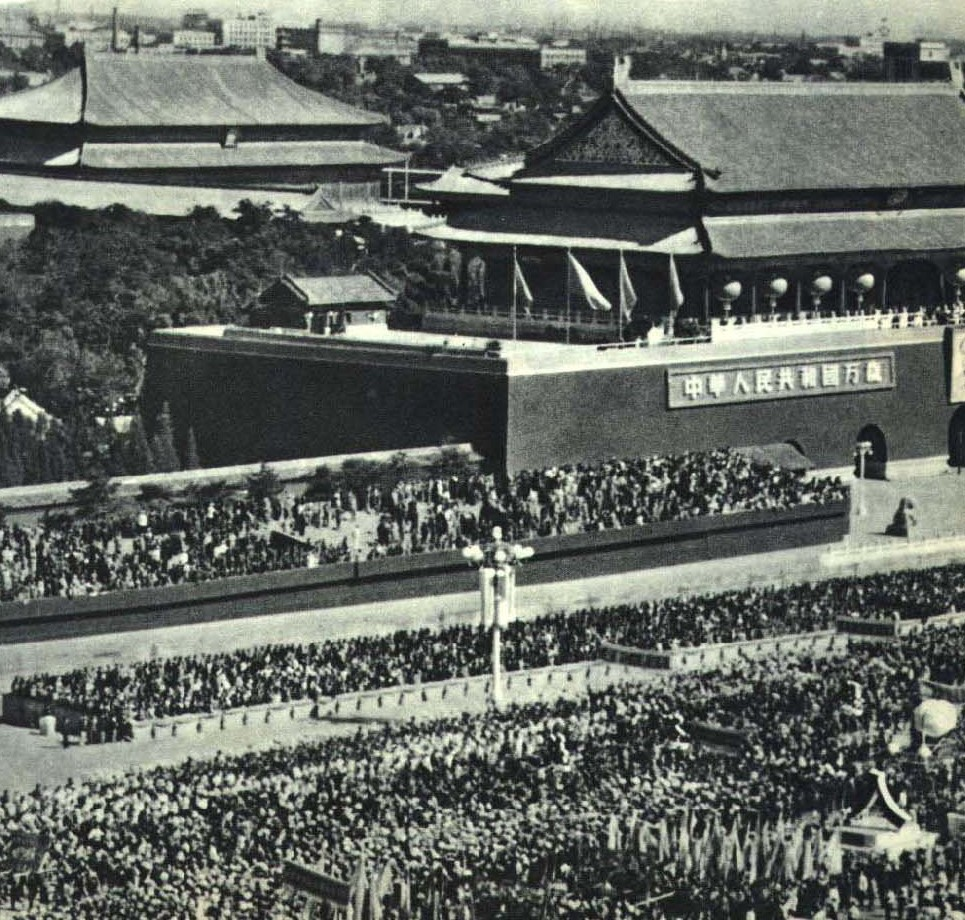
1963年庆祝中华人民共和国成立十四周年
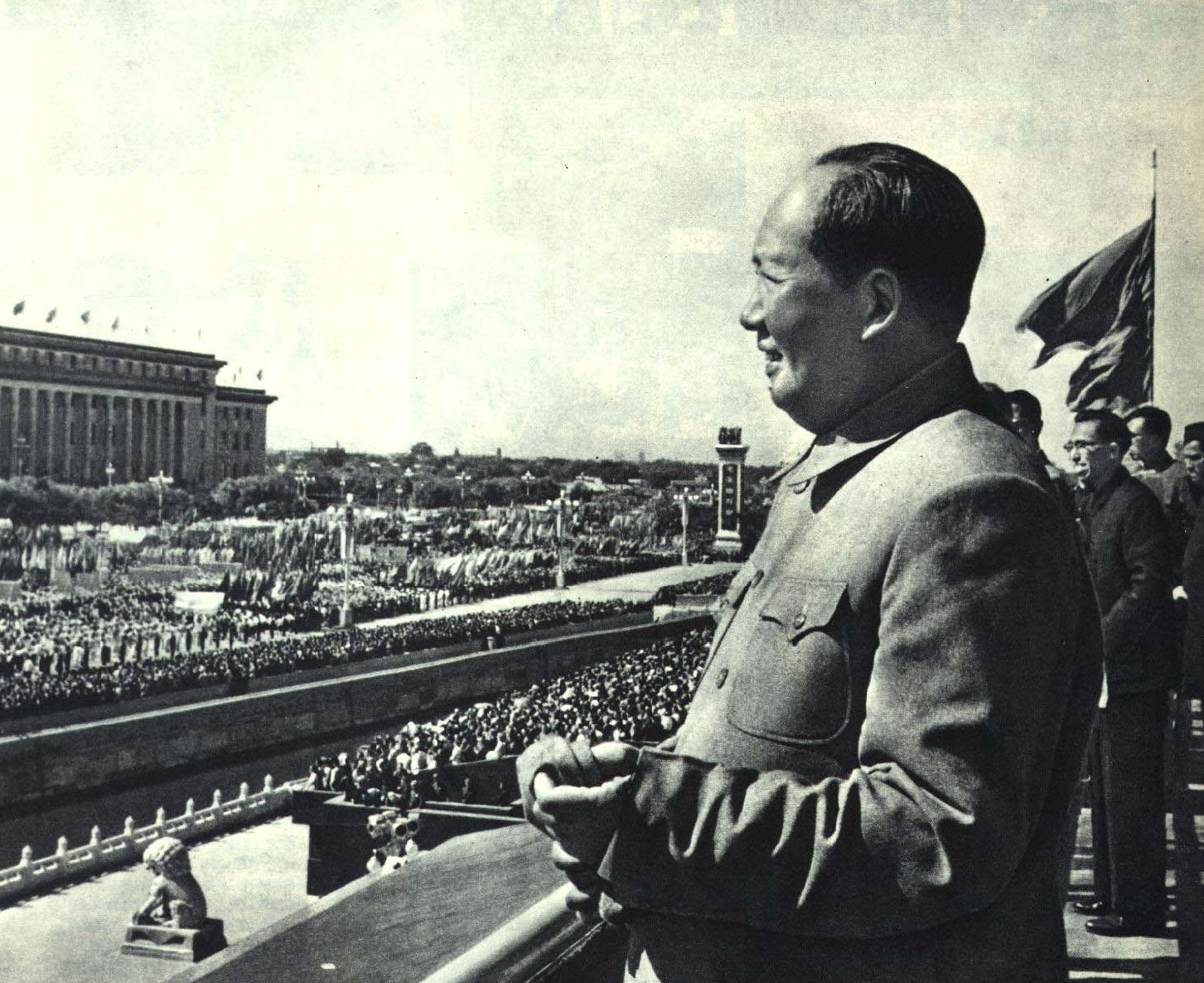
1963年庆祝中华人民共和国成立十四周年，毛泽东在天安门城楼
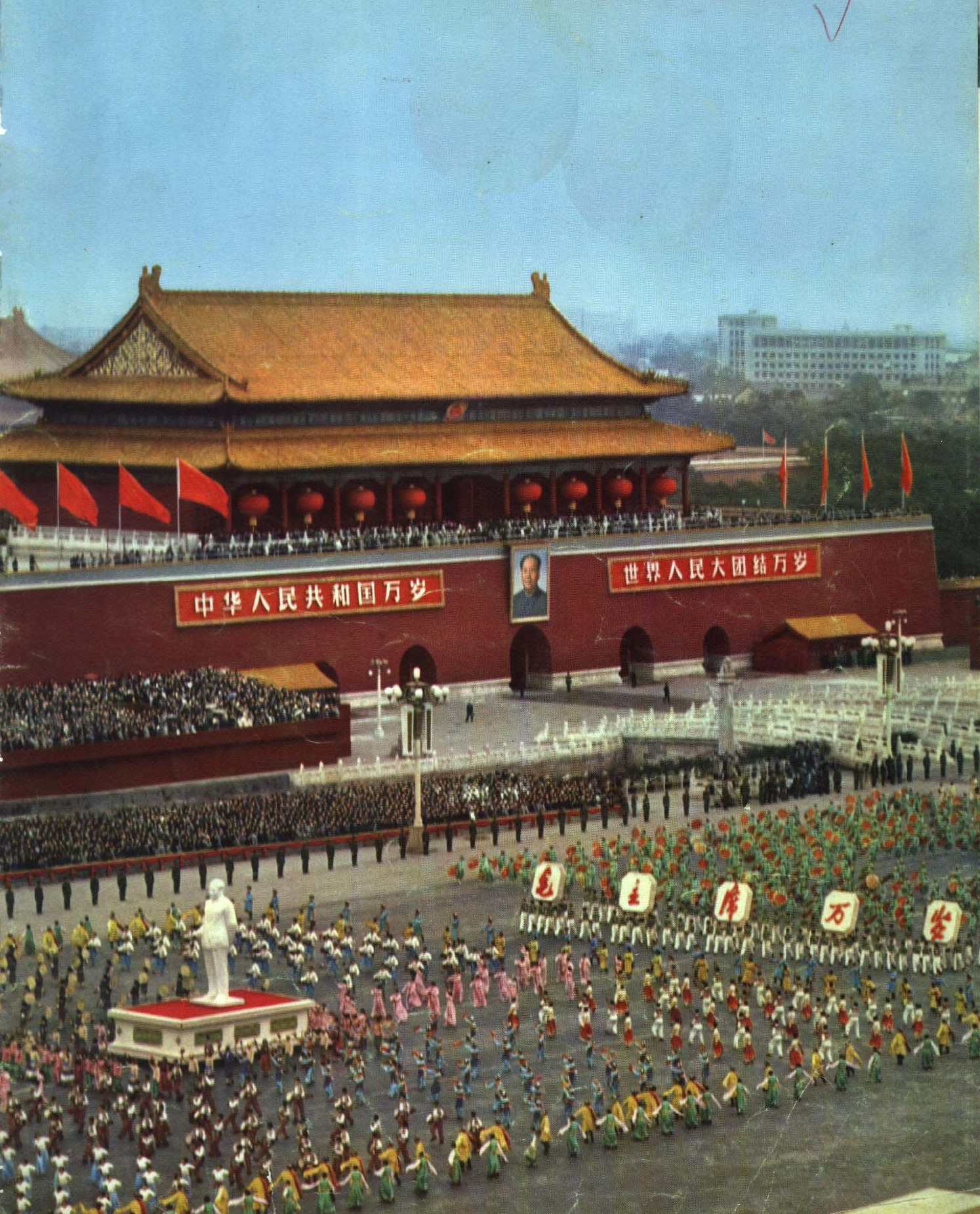
1964年中华人民共和国国庆15周年
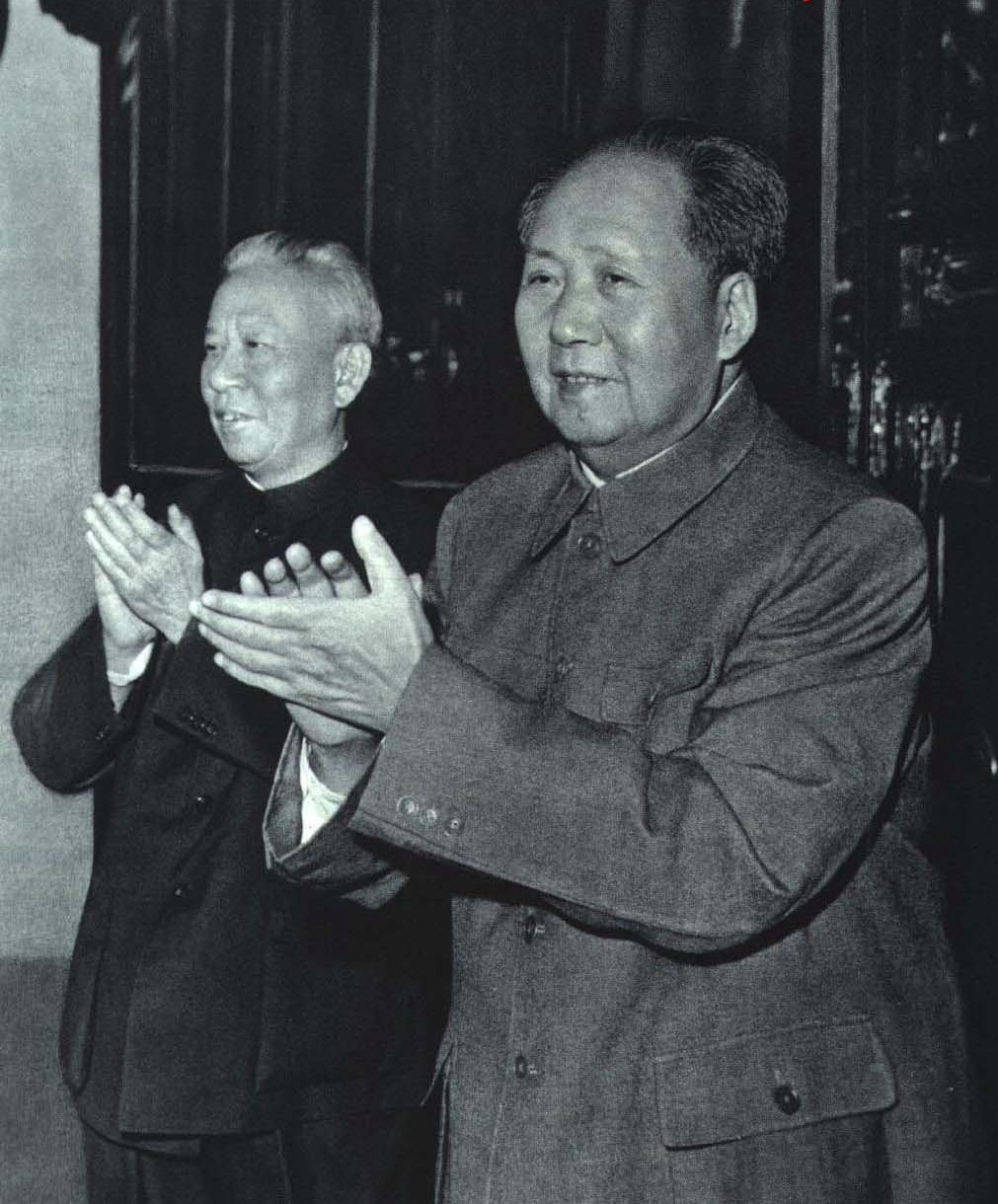
1964年中华人民共和国国庆15周年，中共中央主席毛泽东与国家主席刘少奇
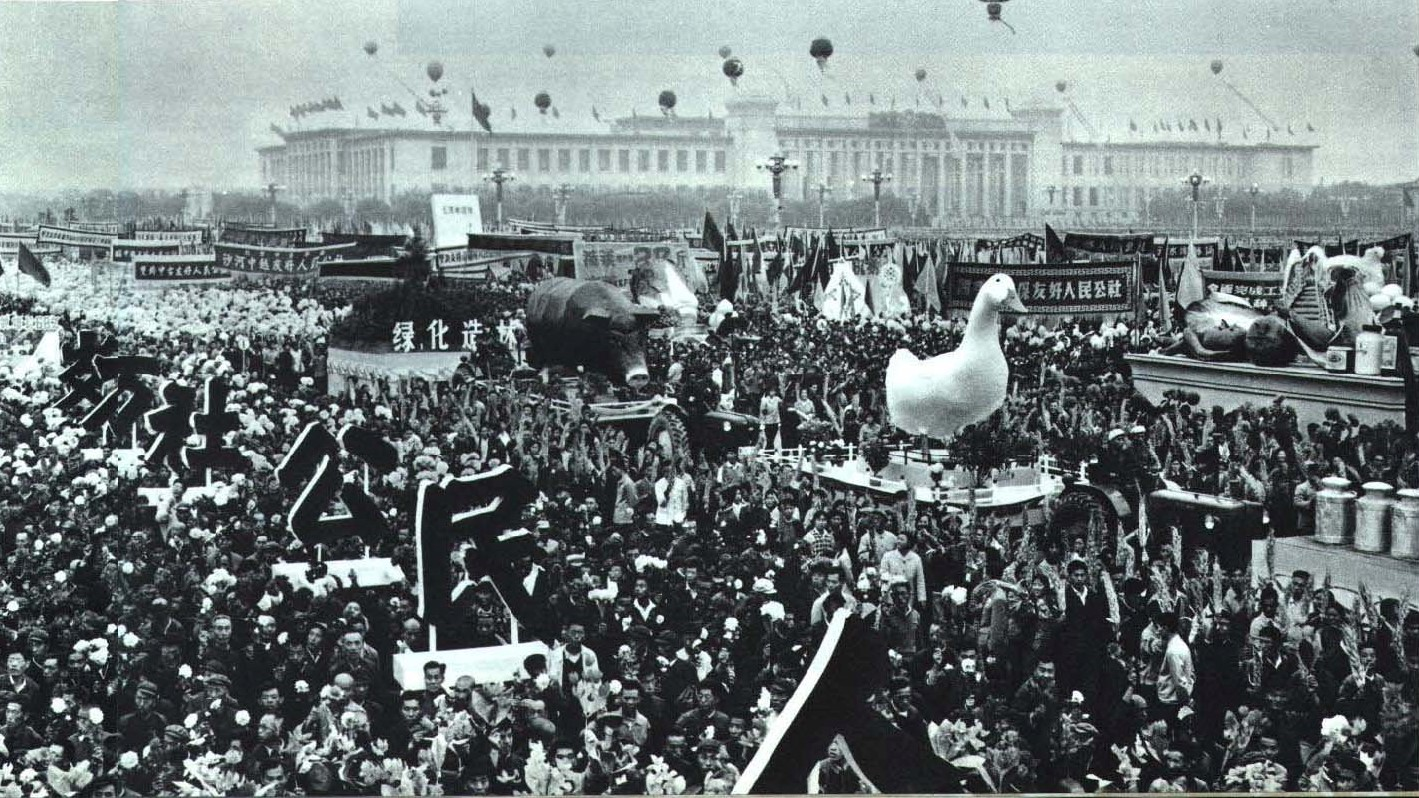
1964年中华人民共和国国庆15周年庆典
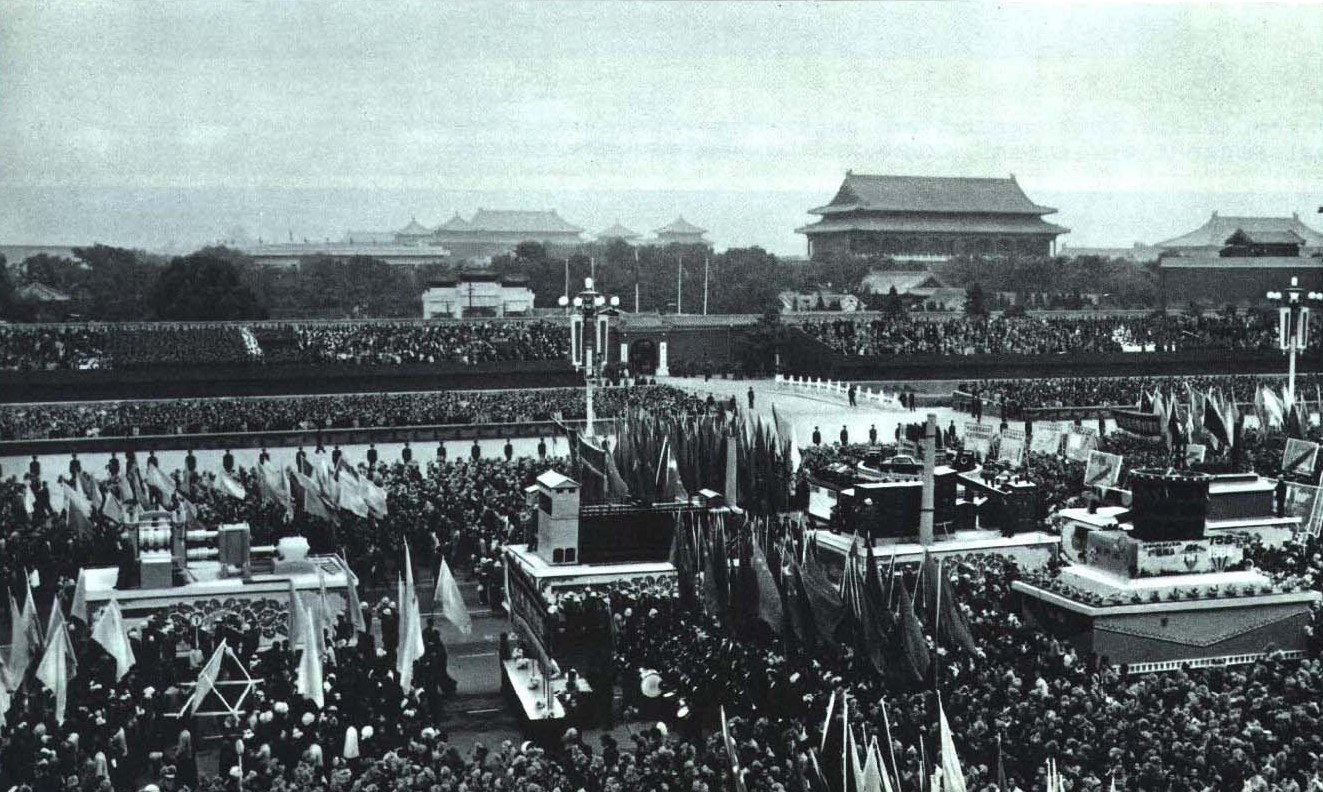
1964年中华人民共和国国庆15周年庆典
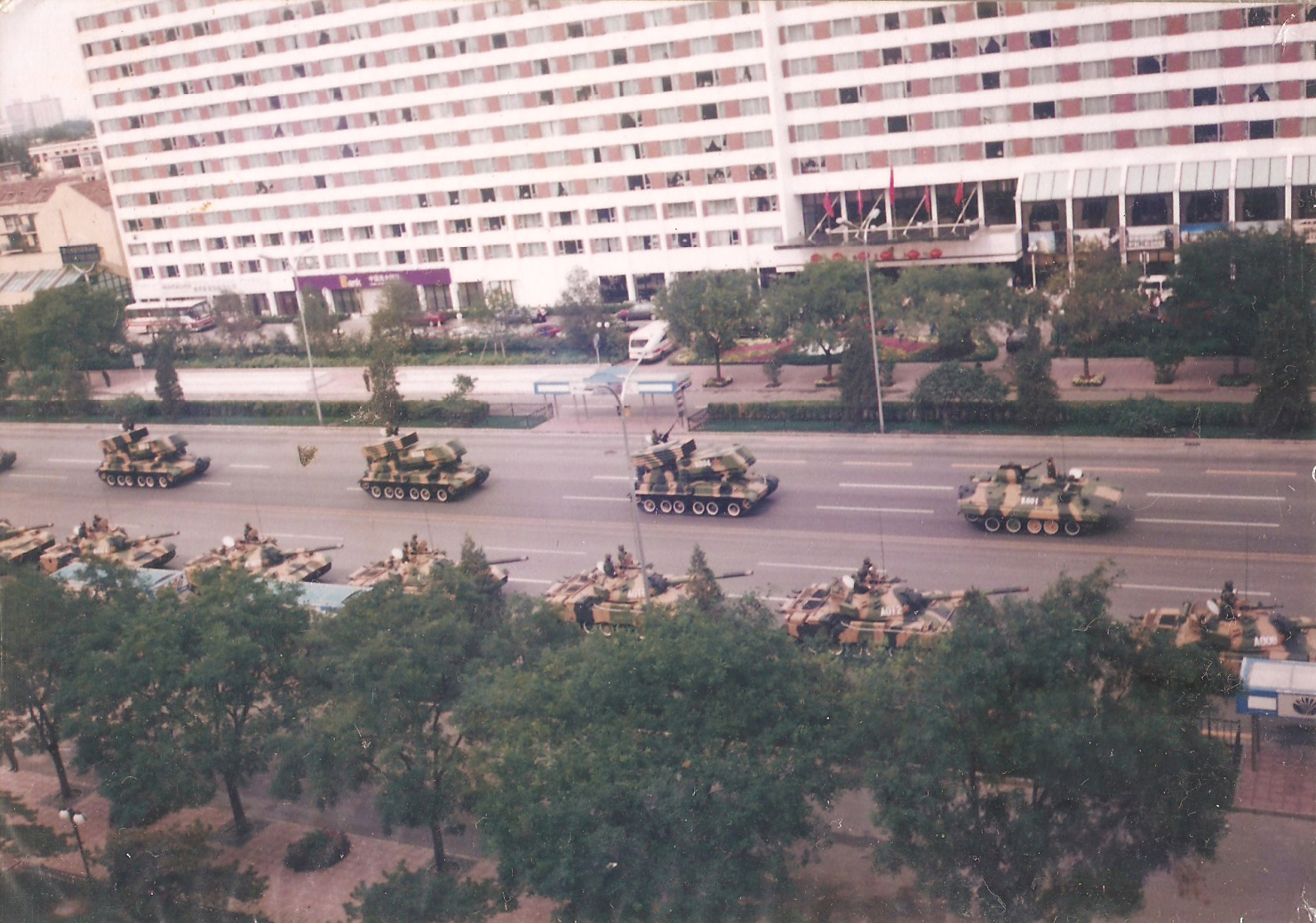
1999年中华人民共和国成立50周年庆祝活动时离开广场后的坦克
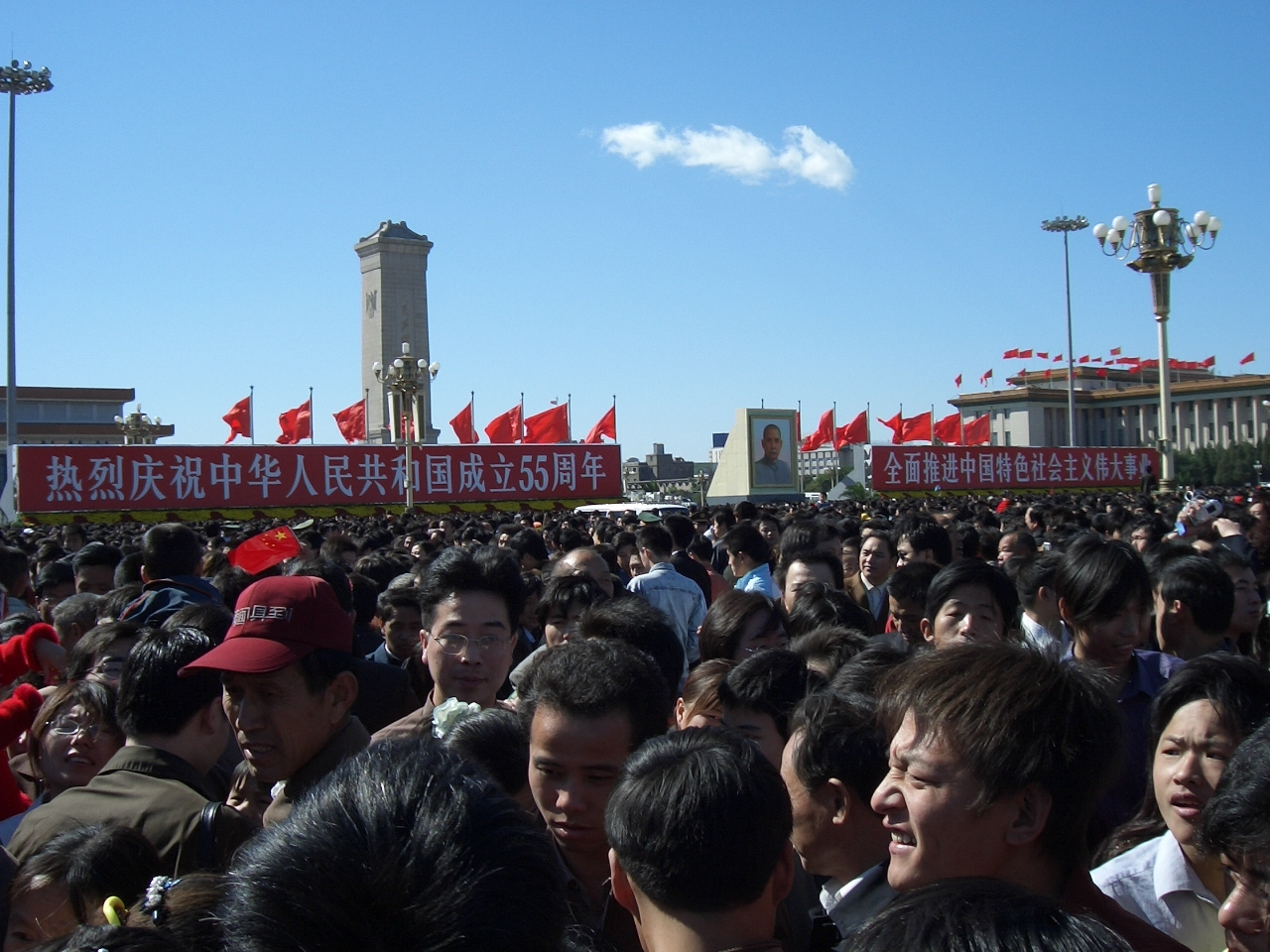
2004年的北京天安門廣場
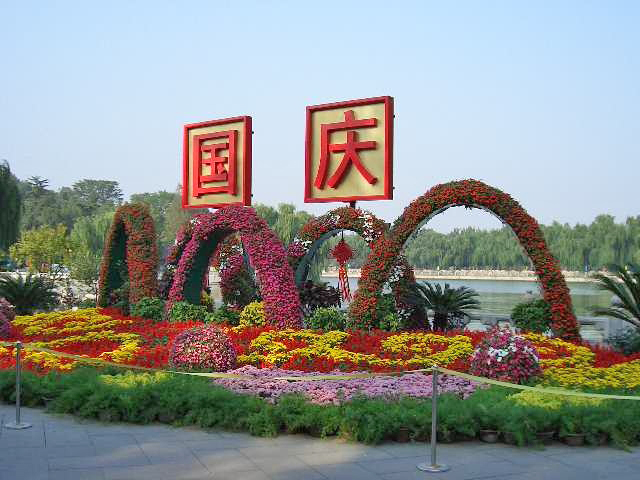
2004年国庆节时的北海公園
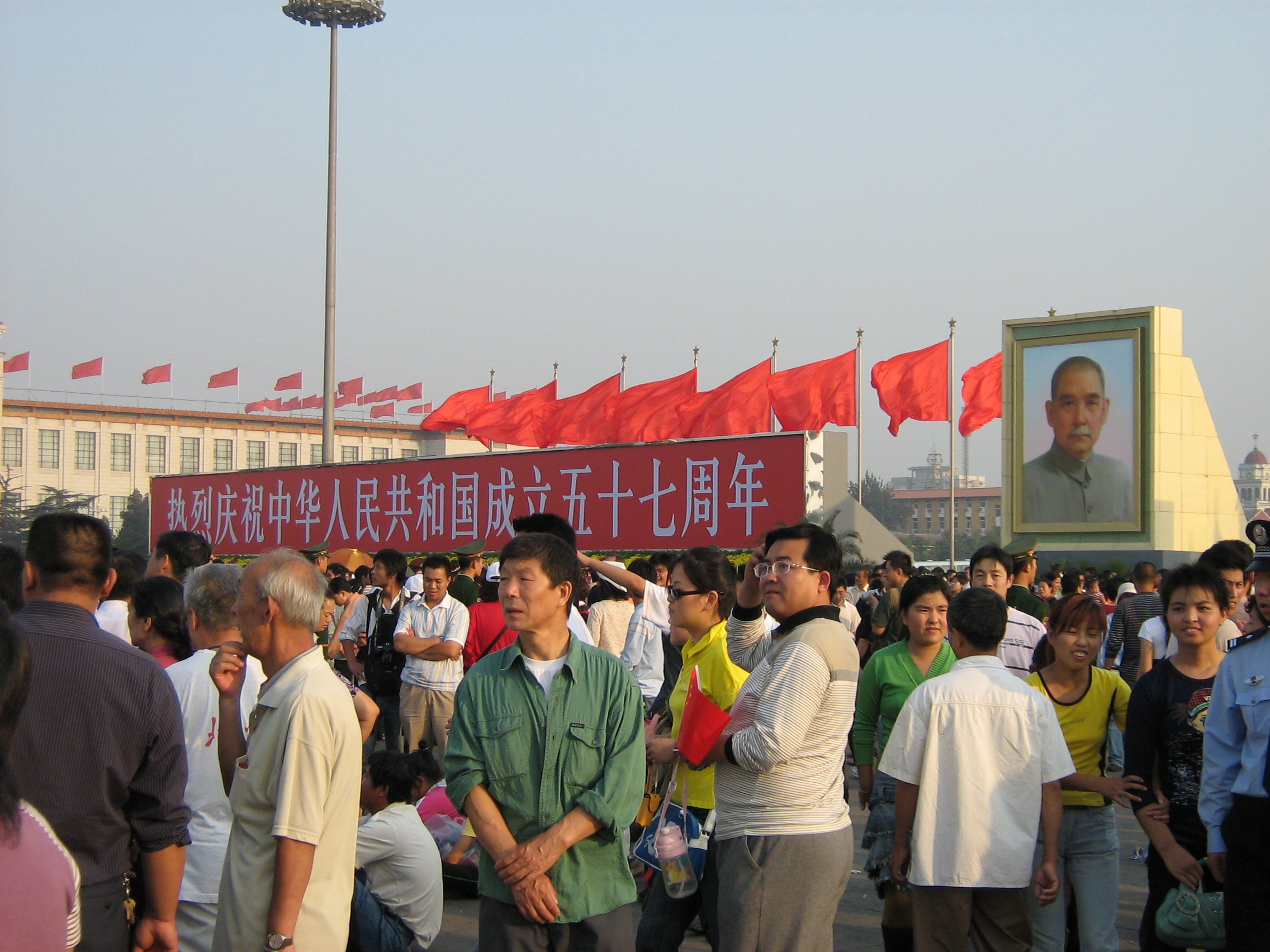
2006年国庆节时的北京
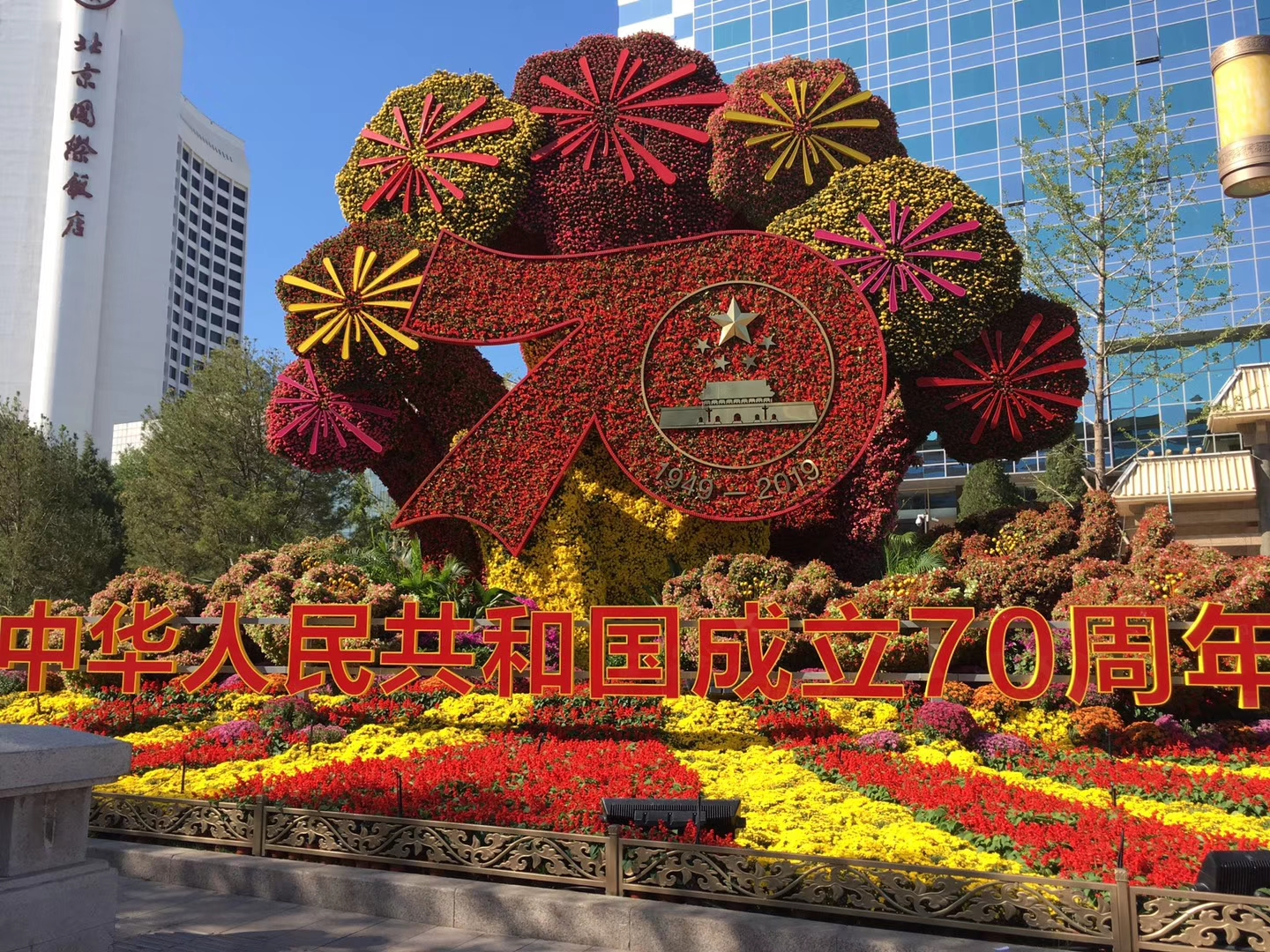
2019年长安街70周年国庆花坛
- 2020年10月1日，香港举办花车渔船巡游等节庆活动
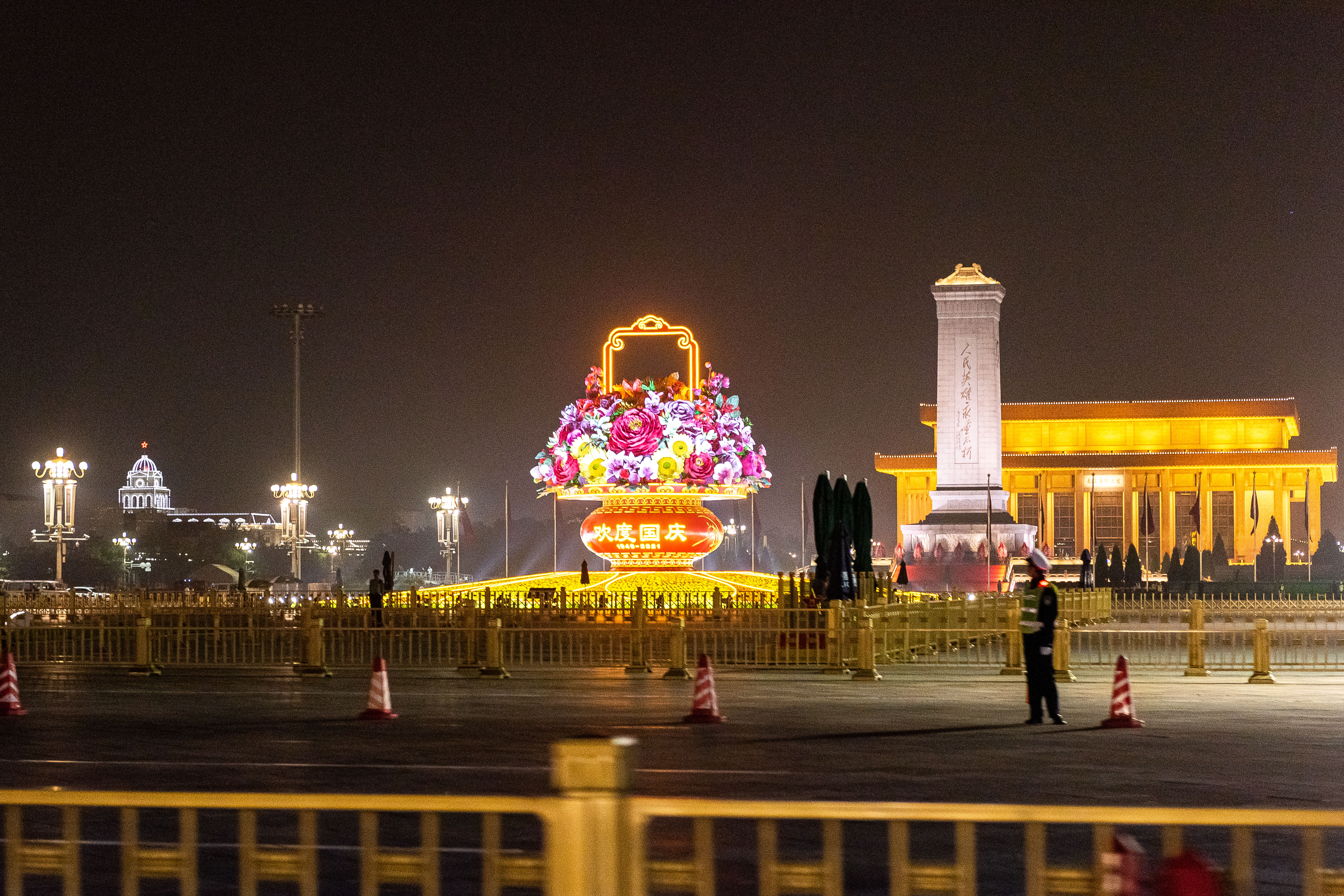
2020年10月7日，学生国庆假期畅游“书海” 既有“黄金屋”也有“解压场”
2021年天安门广场72周年国庆巨型花篮
- 2024年国庆75周年花篮